# Памятный крест о войне 1916–1918 годов
Памятный крест о войне 1916—1918 годов (рум. Medalia Crucea Comemorativă a războiului 1916-1918) — румынская награда для участников Первой мировой войны, учрежденная королевским указом ещё до окончания боевых действий, 8 июля 1918 года. В статус награды четырежды вносились изменения: в 1919, 1920, 1927 и, наконец, в 1939 году.

## Право получения
Чтобы претендовать на получение памятного креста, получатель — как гражданское лицо, так и военнослужащий любого звания — должен был быть мобилизован на воинскую службу в течение любой военной кампании — между 1916 и 1918 годами. Позднее эти сроки были продлены до 1919 года, и таким образом включили в себя участников из Венгерско-Румынской войны.
Памятный крест присуждался на всю жизнь, но носитель мог быть лишён данной награды, если терял румынское гражданство или подвергся уголовному наказанию. Хотя первоначально медаль должна была носиться только самом награждённым, в 1939 году румынский король Кароль II разрешил наследование креста старшим сыном или старшим братом умершего получателя — при условии, что последний станет офицером действующей армии. Наследуемая таким образом награда получала новую застёжку — с надписью «традиция» (рум. Tradiţie) и должна была подтверждаться королевским указом.

## Описание награды
Памятный крест представляет собой тёмно-металлический крест с диаметром в 40 мм. Каждый ромбический «луч» имеет 10 мм по внешней стороне и 7 мм — по внутренней. В центре креста находится круг диаметром 13 мм. Внешние границы креста и окружности имеют ширину в 1,3 мм. Внутри круга на лицевой стороне изображен королевский герб короля Румынии Фердинанда I (монограмма из двух развёрнутых в разные стороны литер «F», увенчаных сверху королевской короной), а на оборотной стороне имеется надпись «1916|1918» — на ранних моделях — и «1916|1919» — на более поздних.
На тридцатимилиметровой ленте чередуются четыре равные полоски синего цвета и три равные полоски зелёного цвета.

## Планки к медали
Для медали было одобрено 17 типов различных памятных планок: 11 согласно декрету № 1744 от 1918 года, 3 в 1919 году (№ 4690 от 6.11.1919), 1 в 1920, 1 в 1927 году и 1 в 1939. Эти планки представляли собой небольшие пластины из чернённого металла, в которые входит название соответствующей кампании или театра военных действий (за исключением последней). Планки крепились поперёк ленты медали.
1. Ardeal («Ардял» (Операция в Трансильвании (1916)));
2. Cerna;
3. Jiul («Жиул» (Сражение за Робанешти)) - на известных планках написано Jiu;
4. Carpați («Карпаты»);
5. Oituz («Ойтуз» (Второе сражение за Ойтуз));
6. București («Бухарест» (Битва при Бухаресте));
7. Turtucaia («Тутракан» Тутраканская битва);
8. Dobrogea («Добруджа»);
9. Mărăști («Мэрэшти» (Битва при Мэрэшти);
10. Mărășești («Мэрэшешти» (Битва при Мэрэшешти));
11. Târgu-Ocna («Тыргу-Окна»);
12. Dunărea («Дунай»)
13. 1918 (Румынско-венгерская война);
14. 1919 (Румынско-венгерская война);
15. Siberia («Сибирь» (Румынский добровольческий корпус в России));
16. Italia («Италия» (Румынский добровольческий корпус в Италии))
17. Tradiție («Традиция», для достигших офицерских званий наследников погибших награждённых).

## Ношение и иерархия
Медаль носилась в официальных случаях и на церемониях на левой груди пиджака. В других случаях было принято носить лишь её ленту, закрепленную в левой петлице. В иерархии румынских военных и гражданских наград и орденов с середины 1930-х годов «Юбилейный крест» занимал очень низкое, 32-е, место. Вышестоящей наградой была Медаль «Воодушевление нации», а нижестоящей — межсоюзническая Медаль Победы.